# Galeazzo Sanseverino
Galeazzo Sanseverino detto il figlio della Fortuna (1460 circa – Pavia, 25 febbraio 1525) è stato un nobile e condottiero italiano, marchese di Castelnuovo Scrivia e di Bobbio, conte di Caiazzo, Castel San Giovanni, Val Tidone e Voghera, e Gran Scudiero di Francia. Fu dapprima il favorito di Ludovico il Moro e di Beatrice d'Este, quindi di Luigi XII e Francesco I di Francia, nonché nemico giurato di Gian Giacomo Trivulzio.

## Biografia
(Gerolamo Senese, La venuta del Re Carlo con la rotta del Taro (1496-1497).)
Fu figlio quartogenito (sopravvissuto) del famosissimo condottiero napoletano Roberto Sanseverino, 1º conte di Caiazzo, e della sua prima moglie Giovanna da Correggio, nobildonna emiliana figlia di Giovanni di Gherardo VI. Per nulla chiara è la data di nascita, da collocarsi comunque attorno al 1460 e forse a Milano, dove si trovava sicuramente la madre Giovanna negli anni 1458-59, in attesa del ritorno del marito dal suo pellegrinaggio in Terrasanta. Solo sul finire dell'anno 1460 la famiglia poté rimpatriare nel regno di Napoli.
Compì le sue prime esperienze militari nella compagnia del padre Roberto e nel 1475 ottenne, insieme ai fratelli maggiori, la sua prima condotta al soldo di Firenze.

### Al servizio di Milano
Nel giugno del 1483, nel corso della Guerra del Sale, Galeazzo e il fratello Gianfrancesco disertarono la condotta veneziana del padre Roberto ed entrarono al servizio del duca di Bari, poi duca di Milano, Ludovico il Moro, nonostante il padre gli fosse acerrimo nemico. Poco dopo anche due dei fratellastri, Giorgio detto Faccenda e Ottaviano, li seguirono. Gli altri due fratelli, Fracasso e Antonio Maria, rimasero invece fedeli al padre, e solo dopo la morte di Roberto, nel 1489, passarono al Moro. Quest'ultimo guadagnò in sostanza al proprio servizio tutti i figli del grande nemico, stimati fra i migliori condottieri della penisola.

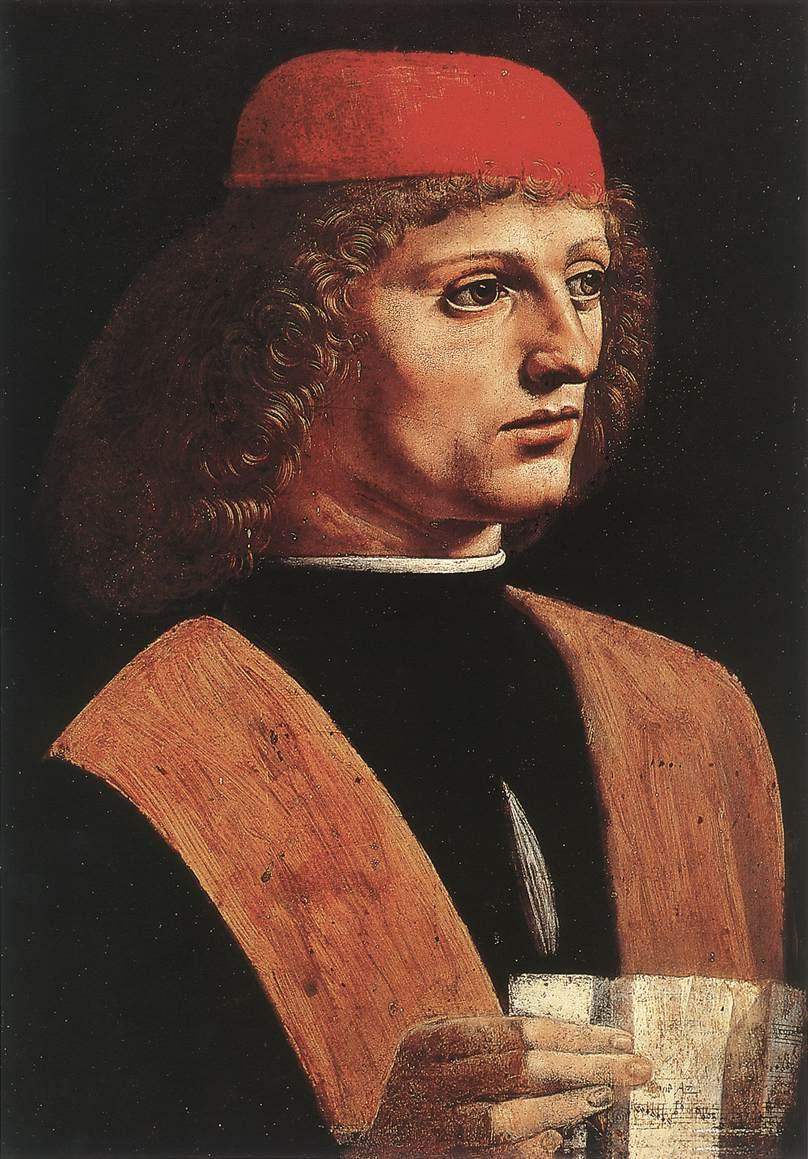
Presunto ritratto di Galeazzo Sanseverino nel Ritratto di musico di Leonardo da Vinci, Pinacoteca Ambrosiana, Milano, 1485 circa

#### Genero del Moro
Galeazzo in particolare divenne subito il prediletto di Ludovico, il quale dovette certo riconoscerne le ottime qualità cortigiane, e da questo momento cominciò per lui una carriera in perenne ascesa, oltreché a diffondersi la sua fama. Di origini meridionali ma senza patria, a lui allude il cronista Andrea Prato, quando rimprovera a Ludovico le sue cattive scelte:
(Giovanni Andrea Prato, Cronaca milanese)
Già nel 1485 egli godeva della massima stima da parte di Ludovico, il quale lo chiamava "figliolo" e lo elogiava continuamente, dichiarandolo innocente delle colpe paterne. Annunciava inoltre che nessuno doveva meravigliarsi se lo aveva reso grande, poiché lo avrebbe reso ancora maggiore, e infatti già in quel tempo gli aveva promesso in moglie l'unica figlia femmina Bianca Giovanna, che aveva all'epoca tre anni.
Alla morte di Pietro dal Verme, che si disse avvelenato su commissione dello stesso Ludovico, l'intero stato del defunto - a eccezione di Bobbio, che andò in dote a Bianca Giovanna - fu devoluto a Galeazzo, che divenne così signore di Voghera, Rocca d'Olgisio, Zavattarello, Castel San Giovanni e Pieve di Incino.
Nel 1486 re Ferrante d'Aragona dette istruzione al proprio ambasciatore milanese di salutare da parte sua Galeazzo, riferendogli di avere avuto notizia "delle virtù sue, delli suoi buoni portamenti, et della affectione grandissima che ce porta" e dicendosi disposto a fargli volentieri qualche beneficio, qualora ne fosse capitata occasione.
Nel 1488 fu mandato in soccorso di Caterina Sforza asserragliata nella Rocca di Ravaldino a seguito della congiura degli Orsi. Dopo aver liberato la città, tornato a Milano, fu nominato capitano generale dell'esercito sforzesco. La nomina parrebbe essere stata un riconoscimento per l'ardore con cui, l'anno prima, Galeazzo aveva difeso gli interessi di Ludovico gravemente ammalato, impedendo agli altri nobili del consiglio di condurlo fuori dal castello nel timore che una sua improvvisa morte desse origine a sedizioni.
Questa prevaricazione attirò addosso a lui e a Ludovico l'odio implacabile di Gian Giacomo Trivulzio, e più in generale l'invidia degli altri fratelli. Una forte inimicizia ebbe pure col marchese di Mantova Francesco Gonzaga, sempre per le stesse ragioni: la condotta milanese del marchese, infatti, terminò proprio al principio del 1489, poco dopo che Galeazzo aveva ottenuto il titolo di capitano generale. A quest'ultimo allude con ogni probabilità Floriano Dolfo, in una lettera piena di volgarità scritta nel 1496, quando dice al marchese Francesco di lodare la sua decisione, presa anni prima, di passare al servizio della Signoria di Venezia, in quanto un "cerse - ossia un organo genitale - de uno cavallo che sperone non teme, né sferza" aveva sciolto il vincolo parentale che legava Francesco al Moro, essendo infatti i due cognati.
Ricoperto di benefici e incaricato sovente di missioni delicatissime da parte del Moro, il quale se ne fidava ciecamente, nel 1489 venne ufficializzato il matrimonio con la figlia illegittima - per l'occasione legittimata - di Ludovico: Bianca Giovanna. Quest'ultima era all'epoca ancora bambina (aveva sette anni), pertanto il matrimonio rimase puramente nominale, divenendo poi effettivo solamente nel 1496, quando la ragazza compì i quattordici anni. Col matrimonio egli venne investito dei possedimenti delle contee di Bobbio, Castel San Giovanni, Val Tidone e Voghera. Sempre negli stessi anni gli venne donato il castello di Mirabello.
(Achille Dina, Isabella d'Aragona
Duchessa di Milano e di Bari.)

#### La nuova duchessa
Quando al principio 1491, dopo dieci anni di fidanzamento, Ludovico prese infine in moglie la giovanissima Beatrice d'Este, Galeazzo seppe con la propria affabilità e il proprio naturale fascino guadagnarsi il favore della nuova duchessa, divenendo il suo più fedele servitore in perpetuo. Non di rado li si ritrova insieme negli quotidiani divertimenti della corte, come pure in faccende di maggiore importanza.
Così ad esempio, in quei mesi, Beatrice scrive alla sorella: "omne dì lo Ill.mo m[esser]. Galeatio et io, cum alchuni altri de questi cortesani, prehendimo piacere al giocho de la balla et mayo dappoi el disnare".
(Achille Dina, Isabella d'Aragona
Duchessa di Milano e di Bari.)
In quella stessa occasione Galeazzo fu il principe della giostra tenutasi tra il 26 e il 28 gennaio a coronamento delle nozze del Moro, della quale fu proclamato vincitore. Egli si presentò, il primo giorno, con un costume mostruoso: aveva in capo un elmo dorato dal quale spuntavano lunghe corna a tortiglione e un lunghissimo serpente alato, mentre il suo cavallo era coperto di squame d'oro decorate a occhi di pavone. Lo accompagnava una turba di uomini travestiti da selvaggi. Il terzo giorno invece, al momento di giostrare, egli risplendeva in tutto il suo fulgore; il cronista Tristano Calco così lo descrive:
Galeazzo Sanseverino: egli non più in foggia terrificante, né più ricoperto di squame selvagge, ma con una serica sopravveste e con serico manto, che abbraccia cavaliere e cavallo, appare bellissimo.»
(Nozze dei Principi milanesi ed estensi, Tristano Calco.)
Galeazzo riuscì a spezzare ben dodici lance in dodici assalti, il massimo del punteggio totalizzabile, e ricevette perciò il primo premio - un palio di broccato lungo trentadue braccia - direttamente dalle mani di Beatrice. Pochi giorni dopo tenne a battesimo il piccolo Francesco, primogenito dei duchi Gian Galeazzo e Isabella.

#### L'incertezza del nome
Nelle proprie missive Galeazzo era solito firmarsi col triplo cognome Sfortia Vicecomes de Sancto Severino, o perché attraverso le nozze con Bianca Giovanna fosse stato "adottato" all'interno della famiglia Sforza - come sostiene Julia Cartwright - o per via della propria discendenza da Muzio Attendolo.
Una serie di lettere scritte in questo periodo alla marchesa Isabella d'Este contengono una curiosa e interminabile disputa su chi fosse il miglior paladino: Orlando o Rinaldo, nonché il racconto di una gita compiuta da Beatrice d'Este a Cusago e dei molti divertimenti della nuova duchessa. Queste lettere contengono però la sola firma Galeaz Sfortia Vicecomes armorum capitaneus. Ciò generò qualche confusione fra gli storici, poiché esistette almeno un altro Galeazzo Visconti (1455-1531) suo contemporaneo, detto anche "messer Vesconte", anch'egli cortigiano amico dei duchi e conte di Busto Arsizio.
Il nome compare più volte nelle cronache e nelle lettere e non è possibile stabilire se si trattasse sempre della stessa persona o di differenti. L'incertezza risiede nella variabilità dei nomi con cui all'epoca era possibile indicare una medesima persona: lo stesso Ludovico Sforza viene talvolta menzionato come "Ludovico Vesconte" e non era d'obbligo nelle lettere firmarsi col cognome completo. Permane il dubbio sull'identità del mittente delle lettere alla marchesa, al quale proposito occorre osservare almeno i seguenti punti:
1. Fu Galeazzo Visconti ad occuparsi di condurre le due sorelle d'Este da Ferrara a Pavia e a tenere loro compagnia durante l'assenza dei cortigiani milanesi, come testimoniato da altre fonti.[22]
2. Non risulta che il Visconti portasse anche il cognome Sfortia.
3. La menzione di un fratello di nome "Gasparo", che potrebbe corrispondere a Fracasso.[19][20]

Il mittente racconta di aver accompagnato la duchessa Beatrice in villeggiatura a Cusago e di essere montato insieme a lei in carretta, dove durante il tragitto cantarono più di venticinque canzoni, "facendo tante patie", quindi pescarono, cacciarono e giocarono a palla con molti altri divertimenti, tornando a Milano dopo il tramonto, tanto che - aggiunge scherzosamente - nello star dietro a Beatrice era quasi impazzito:
(Lettera di Galeazzo a Isabella d'Este, 11 febbraio 1491.)
Godeva anche il raro privilegio del libero accesso agli appartamenti ducali, se a conclusione della lettera ricorda alla marchesa Isabella di quelle volte che, entrando nel camerino privato di Beatrice, trovava le dame ancora svestite e intente ad acconciarsi i capelli:
(Galeazzo a Isabella d'Este)

#### Figlio della Fortuna
Non v'era riunione, pubblica o privata che fosse, alla quale Galeazzo non fosse presente. Egli era partecipe di tutti i segreti della famiglia ducale e, finché visse a Milano, tenne in castello quasi una corte propria. Nel comitato di reggenza, composto da tre soli elementi, che - nel caso di morte improvvisa di Ludovico - sarebbe subentrato al governo, egli si trovava al secondo posto subito dopo la duchessa Beatrice e subito prima del cardinale Ascanio, fratello del Moro.
A prova degli strettissimi rapporti esistenti fra i tre, si consideri che, nel periodo di lutto per la morte della madre, Beatrice era solita consumare i pasti con la sola compagnia del marito e del genero Galeazzo, e che quest'ultimo le fu molto accanto anche quando, nel 1492, un improvviso attacco di febbri malariche mise a rischio la sua prima gravidanza.
(Giacomo Trotti, lettera al duca di Ferrara, 7 agosto 1492.)
Per l'eccezionale scalata sociale che, da figlio sconosciuto di Roberto, lo aveva portato a essere quasi un secondo duca a Milano, Galeazzo fu appellato "il figlio della Fortuna". Filippo di Comines nelle sue Memorie giustifica il fatto dicendo che Ludovico "lo teneva da figliuolo, non havendone egli per ancora de' grandi".
Non sarebbe invece da escludere un legame di natura sessuale, se - come ricordò Achille Dina, storico novecentesco - a ciò fu riferita quell'accusa di Francesco Guicciardini, il quale disse di Ludovico: "e' fu disonesto nel peccato della sodomia e, come molti dicono, ancora da vecchio non meno paziente che agente". Significativo è forse che, in linguaggio cifrato, Galeazzo fosse stato soprannominato passio, passione.
Achille Dina insiste però sulla forte "intimità" che Galeazzo ebbe piuttosto con la duchessa Beatrice e insinua - ma senza addurre alcuna prova concreta a sostegno di questa ipotesi - che i due fossero amanti, sostenendo che a "qualche intimo rimorso" fosse dovuto il profondo dolore di lei per la morte della figliastra:
parto? [...] Forse la sua condotta verso Isabella? o qualche cosa nei suoi rapporti col marito di Bianca, l'affascinante Galeazzo Sanseverino, la cui intrinsechezza e continua comunanza di piaceri con lei non può non colpire?»
(Achille Dina, Isabella d'Aragona
Duchessa di Milano e di Bari.)

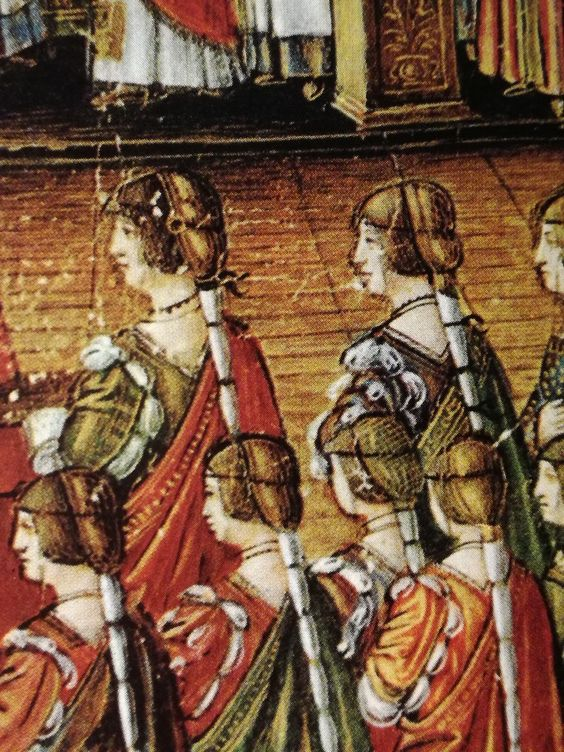
Possibile ritratto di Bianca Giovanna Sforza (la fanciulla bionda di profilo sulla destra), accanto alla duchessa Beatrice d'Este (sulla sinistra), nella miniatura della cerimonia d'investitura di Ludovico.

Sebbene corrisponda a verità il fatto che i due si trovassero spesso accoppiati in giochi, cacce e faccende di maggior serietà, è però altrettanto vero che niente sarebbe stato possibile senza il consenso e l'incoraggiamento dello stesso Ludovico, del resto quasi sempre compartecipe dei loro divertimenti. A differenza dell'amore manifestato dal Moro, che appariva a tutti palese e ai limiti del morboso, nulla traspare dei sentimenti di Beatrice nei confronti del genero; certa è invece la profonda affezione che Galeazzo nutriva nei confronti di lei, almeno a giudicare dal disperato dolore palesato al suo funerale. Una presenza altrettanto costante fu, nella vita della donna, il summentovato Galeazzo Visconti, assegnatole dal marito come una sorta di cavalier servente, e la quasi omonimia fra i due uomini portò alcuni storici (fra cui lo stesso Dina sulla scorta della Cartwright) a credere che Beatrice stesse in compagnia sempre e soltanto del Sanseverino, mentre il suo corteggio era assai vario. Al di là dell'indubbia amicizia che la legò a Galeazzo, Beatrice si mostrò sempre donna pudica e fedele al marito: nessuno dei contemporanei insinuò mai nulla a proposito di un suo possibile adulterio e niente lascerebbe pensare a una sua relazione con Galeazzo o con chiunque altro. Più facilmente si guarderebbe al loro rapporto come a quello classico tra cavaliere e dama, come la sua biografa Julia Cartwright lo interpreta. Anch'egli rappresenta per certi versi l'antesignano del cavalier servente, figura che sarebbe sorta solo tre secoli dopo.
Antonio Perria ipotizza invece una relazione col duca Gian Galeazzo, per via del fatto che sul finire del 1492 scoppiò uno scandalo per cui Isabella d'Aragona aveva tentato di propinare del veleno a tal Rozone, favorito e amante del marito Gian Galeazzo, nonché allo stesso Galeazzo Sanseverino. Non si conosce il perché, ma fu probabilmente per gelosia del marito. Re Ferrante, informato sulla questione, rispose ch'era impossibile che Isabella avesse tentato di avvelenare Galeazzo, il quale era "amato da loro come figlio e sempre dimostratosi buon servitore e parente"; quanto a Rozone diceva di meravigliarsi che la nipote "per disperatione" non avesse fatto peggio.
Ma la rappresaglia di Isabella nei confronti di Galeazzo era forse dovuta al fatto ch'egli favorisse il duca nei suoi tradimenti, così come faceva Ludovico che, piuttosto di cacciare Rozone dallo stato, gli concedeva favori e attribuzioni per far piacere al nipote, in modo tale che era divenuto "lo primo homo che habea appresso".
di famiglia, quanto per la sua intimità con Beatrice e col Moro, così grande che, dice il Guicciardini, « nel petto di lui tutti i segreti e tutte le deliberazioni di Ludovico Sforza si rinchiudevano»
(Achille Dina, Isabella d'Aragona
Duchessa di Milano e di Bari.)
Probabilmente Galeazzo era, un po' come la maggioranza degli uomini della sua epoca, bisessuale; infatti, come ci assicura il Sanudo, mentre stava ad Alessandria nel 1499 Galeazzo badava, più che all'esercito, a vestirsi elegantemente e a divertirsi con le donne: "ditto signor Galeazo sta in Alexandria, atende a foze et dame, si dice mal di lui, et è stà a le man con domino Alexandro Sforza".

### La prima calata dei francesi in Italia
Nel 1494, essendo lungamente richiesto da Carlo VIII, Ludovico si convinse a mandare Galeazzo in missione diplomatica a Lione, al fine di provare le intenzioni del re nell'impresa del regno di Napoli. Giunto il 16 aprile, egli decise di fare una prima entrata segreta in città, travestito da tedesco e scortato solamente da quattro cavalieri, durante la quale ebbe un colloquio col re. Il giorno seguente avvenne invece la sua entrata ufficiale, in occasione della quale gli furono tributati onori quasi senza precedenti, concessi prima d'ora solo ai duchi d'Orléans e di Borbone. Vestito stavolta alla francese, Galeazzo fu accolto dal re e dalla regina, e consegnò loro alcuni doni da parte dei duchi di Bari, "ma il fascino personale del suo ambasciatore era più potente di tutti i regali del mondo". Ben presto fu riunito il Consiglio presso il suo alloggio, un onore mai reso a nessun altro ambasciatore. In seguito Galeazzo diede degna prova d'essere il primo giostratore d'Italia, in modo tale da meritare l'ammirazione dei migliori giudici della corte.
(Robert de La Sizeranne, Béatrice d'Este et sa cour, 1920, p. 132.)
Re Carlo in particolare ne rimase grandemente affascinato e da allora lo volle come "compagno nei suoi piaceri più intimi": ritiratosi nel proprio alloggio privato coi più cari cortigiani e le proprie più belle amanti, Carlo li presentò a Galeazzo; poi, presa per mano una di quelle donne, gliela consegnò dicendo che voleva donargliela per amante, e ne scelse quindi una per sé, così rimasero "a conversare" ciascuno con la propria per circa due ore. In seguito volle crearlo cavaliere dell'Ordine di San Michele. La missione di Galeazzo si rivelò difficile, a causa degli intrighi cortigiani e dei numerosi oppositori all'impresa del re, nondimeno la sua presenza si rivelò fondamentale a vincere le resistenze e ad ottenere al suocero l'amicizia del re.
Galeazzo accompagnò dunque Carlo nel corso della sua discesa in Italia: giunsero ad Asti l'11 settembre 1494, dove egli ritrovò i duchi di Bari e la moglie Bianca Giovanna, venuti a omaggiare il re. Carlo sostò poi a Pavia e a Vigevano, quindi partì per Piacenza. Passata senza ostacoli la Romagna e la Toscana, giunsero in Lazio. Il Papa, non potendo resistere con le armi, attuò l'espediente di imprigionare i cardinali Ascanio Sforza, fratello del Moro, e Federico Sanseverino, fratello di Galeazzo. Quando ricevette questa notizia, Galeazzo, che aveva accompagnato il re fino a Viterbo, immediatamente partì per Milano onde avvisare il suocero. Ludovico, furibondo, a furia di minacce ne ottenne infine dal Papa la liberazione.
Galeazzo non tornò più con l'esercito francese: sdegnato dall'alterigia del re, e preoccupato dall'andamento della guerra, Ludovico aveva già deciso di cambiare alleanze. Ciò avvenne in seguito alla imprevista conquista di Napoli, il 31 marzo 1495, quando il duca formò insieme ai maggiori Stati italiani una Lega Santa atta scacciare gli invasori dalla penisola.

#### Assedio di Novara
Il cugino del re, Luigi d'Orléans, non aveva seguito Carlo nella sua marcia verso Napoli, ma era rimasto nel proprio feudo d'Asti, essendosi ammalato di malaria nell'anno precedente. Egli minacciava adesso d'attuare il proprio disegno di conquista del ducato di Milano, che riteneva suo di diritto, essendo egli discendente di Valentina Visconti. Ludovico pensò di attaccare per primo Asti, ma l'Orléans l'anticipò sul fatto, occupando con le proprie truppe, l'11 giugno, la città di Novara, che gli si diede per tradimento, e spingendosi sino a Vigevano.
Galeazzo fu subito inviato con tutto l'esercito a riprendere la città, ma - a causa delle enormi spese di guerre - il tesoro statale era quasi esaurito, non v'era denaro per le paghe e i soldati disertavano continuamente. Ludovico andò incontro a un tracollo nervoso che lo spinse quasi al punto di combinare con l'ambasciatore spagnolo una fuga in Spagna, sennonché ne fu impedito dalla moglie Beatrice. In seguito all'arrivo dei soccorsi veneziani, guidati dal provveditore Bernardo Contarini, la difesa s'accrebbe di numero. Poiché, tuttavia, Galeazzo stava fiacco e non sembrava intenzionato ad attaccare battaglia, la notte del 27 giugno Beatrice in persona si recò all'accampamento militare per esortarlo a muovere contro il nemico. Il mattino dopo Galeazzo e Bernardo Contarini finalmente avanzarono in ordine da battaglia, recuperando le posizioni perdute nei giorni precedenti. Spaventati soprattutto dalla ferocia degli stradiotti, i francesi non osarono rispondere e si ritirarono dentro Novara: l'esitazione fu fatale al duca d'Orléans, poiché permise a Galeazzo di riorganizzare le truppe e di circondarlo, costringendolo così a un lungo e logorante assedio, dal quale uscì infine sconfitto.

#### Morte di Bianca Giovanna e di Beatrice

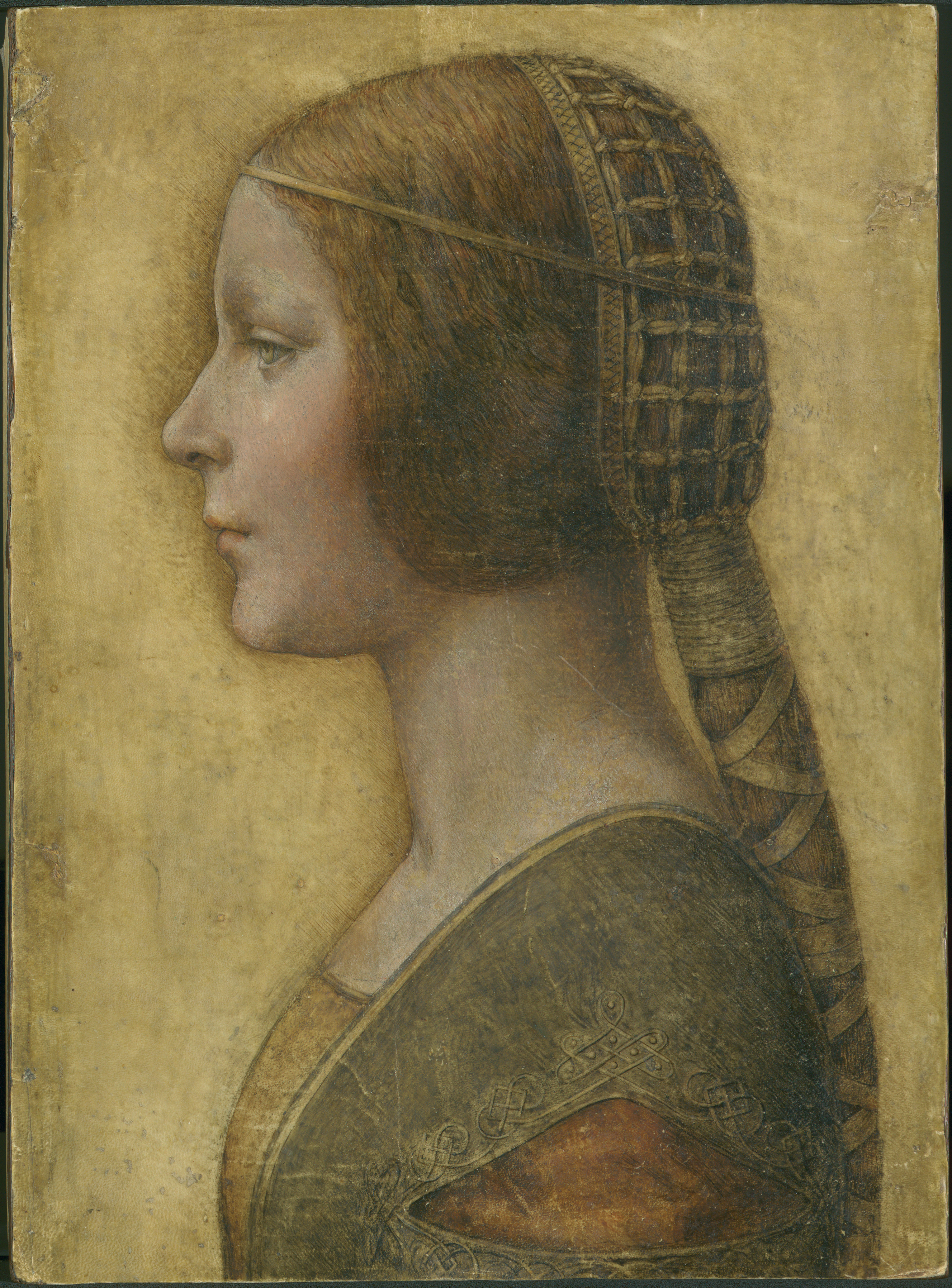
La bella principessa di Leonardo da Vinci, presunto ritratto di Bianca Giovanna Sforza.

Il 20 giugno 1496 avvenne la trasductio ad maritum della quattordicenne Bianca Giovanna Sforza, che divenne ufficialmente sua moglie. Tuttavia già una decina di giorni dopo, ai primi di luglio, la giovinetta si ammalò e tale rimase, tra riprese e ricadute, fino ai primi di ottobre, quando poté recarsi nel suo feudo di Voghera. Quasi contemporaneamente anche Galeazzo si ammalò in maniera alquanto grave di febbri malariche, che perdurarono per tutto il settembre e l'ottobre, impedendogli di partecipare alle pratiche politiche tra il suocero e l'imperatore Massimiliano I d'Asburgo.
Nel novembre Bianca Giovanna ebbe una ricaduta e Galeazzo, che si era portato a Vigevano per salutarvi i suoceri, si spostò perciò a Milano per stare vicino alla moglie, la quale tuttavia spirò il 23 del mese, essendosi aggravata all'improvviso. Egli se ne mostrò addoloratissimo e se ne rimase rinchiuso per molti giorni in certe stanze del castello di Milano che gli nuocevano alla salute, già debilitata dalla recente malattia, poiché, essendo abituato a tenersi costantemente in esercizio, la forzata inattività lo indeboliva.
Alcuni cortigiani di Ludovico, ovvero il castellano Bernardino da Corte, il primo segretario Bartolomeo Calco e l'Arcivescovo di Milano, preoccupatissimi per il suo benestare, si recarono allora in visita presso di lui e lo trovarono "tanto percosso et atterrato [...] pieno de lachrime et de singulti in modo che quasi non poteva exprimere le parole di dolore". Qualche giorno dopo essi tornarono insieme al vescovo di Piacenza per convincere Galeazzo a raggiungere a Pavia il suocero Ludovico, che in quei giorni doveva recarsi a Parma per accogliere l'imperatore Massimiliano, poiché egli aveva desiderio di avere il genero presso di sé onde confortarsi a vicenda, ma Galeazzo ricusò dicendo di non essere in grado di lasciare la camera per la grandezza del proprio dolore, e che se proprio Ludovico glielo avesse ordinato allora si sarebbe recato presso di lui "cum la lingua per terra", atto plateale di penitenza. Riuscì tuttavia Bernardino da Corte a persuaderlo a lasciare la camera per spostarsi nella più salutare residenza di campagna di Abbiategrasso affinché non si ammalasse.
La morte apparve sospetta, tanto più che non se ne conobbe la causa, e che la giovane era stata tormentata a più riprese negli ultimi mesi da febbri e dolori allo stomaco. Poiché fu seguita, poco più di un mese dopo, dalla morte per parto della stessa duchessa Beatrice, lo storico Ludovico Antonio Muratori nelle proprie Antichità Estensi, accenna alla possibilità che Bianca fosse caduta vittima di un intrigo di corte:
(Ludovico Muratori, Antichità Estensi)

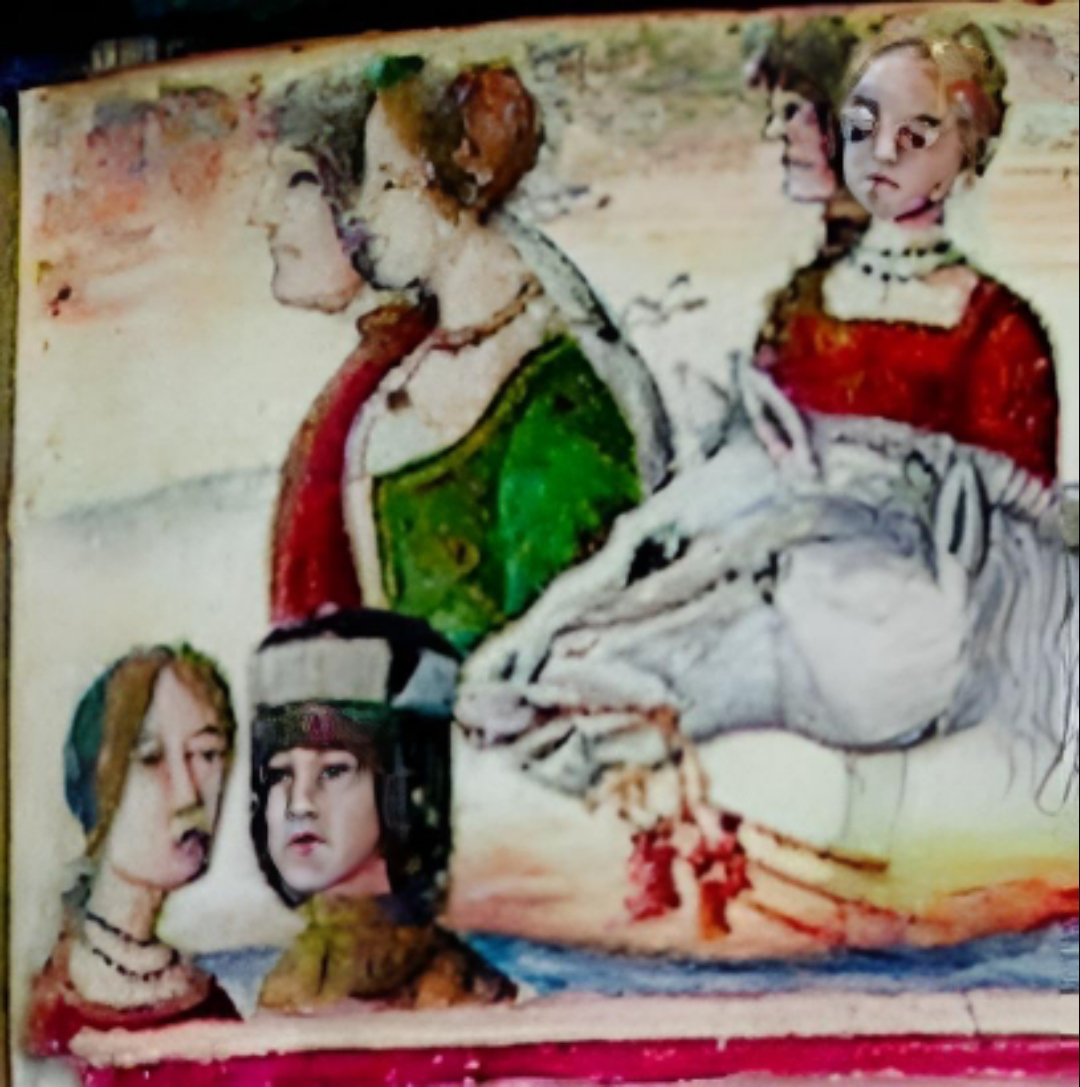
Coppie miniate al Folio 119 r. del Canzoniere Queriniano di Antonio Grifo: quella in alto a sinistra - ossia l'uomo col farsetto rosso e la donna col vestito verde dalla scollatura profonda - rappresenta con certezza i duchi Ludovico e Beatrice. Una delle due coppie accanto alla loro, verosimilmente quella a destra, dovrebbe invece raffigurare Galeazzo e Bianca Giovanna.

Il passo, alquanto vago, ricevette nel tempo diverse interpretazioni. Secondo alcuni, il Muratori adombrò un omicidio da padre di Beatrice, che avrebbe avvelenato la figliastra per vendetta nei confronti di Galeazzo, il quale offriva il proprio palazzo agli incontri segreti tra Ludovico e Lucrezia Crivelli, cosicché quello si sarebbe alla medesima maniera vendicato. Ciò appare del tutto inverosimile, considerato l'intenso affetto che legava Beatrice a Bianca Giovanna, la quale pretendeva d'avere accanto a sé in ogni momento. Alla stessa maniera non appare chiaro che ragione avrebbe potuto avere Galeazzo di volere la morte della propria duchessa, danneggiando così gravemente il suocero e lo stato. Egli stesso era stato d'altronde ammalato di febbri negli ultimi due mesi.
Significativo è infine il grande dolore che egli mostrò per la perdita di Beatrice: l'ambasciatore estense Antonio Costabili, nel descrivere al duca Ercole le manifestazioni di lutto al funerale della figlia, si mostrò colpito in particolar modo dal comportamento di Galeazzo, il quale "in demonstratione, in parole, et in effecti ha facto cose mirabile in significatione del affectione che gli portava, extendendosse a fare conoscere ad ognuno le virtute et bontate che regnavano in quella Ill.ma madona".
Più probabilmente il Muratori volle fare intendere che se le due giovani andarono incontro ad una morte così prematura nel giro d'un mese, evidentemente qualcuno cercava la rovina del Moro, il quale in effetti dopo la morte della moglie non fu più in grado di occuparsi dello stato. La misteriosa Francesca dal Verme sarebbe tuttavia una figlia illegittima del conte Pietro dal Verme, uomo che si disse avvelenato dalla propria moglie Chiara Sforza su commissione del Moro, il quale ne incamerò i possedimenti a discapito dei figli del conte proprio per farne dono al favorito Galeazzo.
Nel settembre 1498 Galeazzo ricevette proposta di matrimonio da parte di Caterina Sforza, contessa di Forlì, o così perlomeno si divulgò a Milano. Si sposò invece con Elisabetta Costanza del Carretto, detta Madama la Grande, figlia del marchese del Finale, che era all'epoca una bambina e con la quale non ebbe prole.

### La seconda calata dei francesi
Galeazzo cadde prigioniero dei francesi, insieme con il suo signore Ludovico e i fratelli Fracasso e Antonio Maria, dopo la battaglia di Novara (1500), dove, colpito da un sasso, venne ferito al volto.
Il portamento valoroso di Galeazzo nel corso della fatidica battaglia di Novara fu descritto dal veneziano Ercole Cinzio Rinucci in un suo componimento in ottave:
(Ercole Cinzio Rinucci, Historia nova de la rotta e presa del Moro e Aschanio e molti altri baroni.)
Commenta a tal proposito Girolamo Priuli: "Il Trivulzio vedendo questi prigionieri, e massime il signor Lodovico, pensa, o lettore, che allegrezza!"
Subito, fatto condurre alla propria presenza il duca, Gian Giacomo gli rivolse - a detta di Andrea Prato - queste sprezzanti parole:
A che bassamente rispondendo, il principe disse, che a conoscer la causa perché l'animo si inchini ad amar uno et odia l'altro è difficil cosa [...]»
(Cronaca di Giovan Andrea Prato)

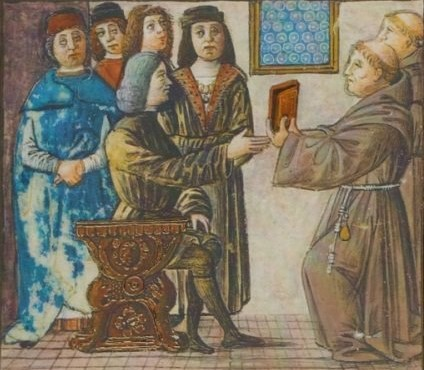
Fra' Luca Pacioli presenta il De Divina Proportione al duca (1498). L'uomo accanto a Ludovico, anch'egli abbrunato a lutto, è forse il genero Galeazzo, riconoscibile da quella che sembra la collana dell'ordine di San Michele. Entrambi infatti mantennero il lutto anche dopo la scadenza dell'anno canonico.

Galeazzo subì diverse torture da parte degli svizzeri, allo scopo di estorcergli denaro. Non avendo ottenuto nulla da lui, gli svizzeri lo vendettero poi al balivo di Digione, Antonio di Baissay, per la somma di mille ducati. Il balivo fu assai criticato per aver posto fine alle torture.
A differenza del Moro, Galeazzo fu rilasciato solo pochi mesi dopo la cattura dietro la mediazione del fratello cardinale Federico e il pagamento di un riscatto da parte dei suoi fratelli. Perdette però le contee di Bobbio e Voghera e le signorie di Castel San Giovanni e Val Tidone, riassegnate dai francesi.
Dopo questi nefasti eventi egli si recò a Innsbruck alla corte dell'imperatore Massimiliano I; qui le cronache lo narrano triste, malinconico, povero, poco considerato e sempre vestito di nero in segno di dolore per le sorti del suocero. Marin Sanudo aggiunge che aveva smesso di tagliarsi i capelli e li portava tinti altrettanto di nero:
(Marin Sanudo, Diarii.)
Quindi andò a Norimberga dove, grazie all'amico in comune Willibald Pirckheimer, strinse amicizia con Albrecht Dürer, che lo ritrasse in abito nero nel 1503; il volto ritratto evidenzia alla sopracciglia la ferita da sasso subita alla battaglia di Novara del 1500. (il dipinto del Durer fa parte di una collezione privata, ultimamente è stato esposto a Milano palazzo Reale in occasione della mostra dedicata al Durer)
Nello stesso anno, verosimilmente, sfidò a duello il marchese Francesco Gonzaga per la loro antica inimicizia. Francesco non accettò il duello, ma rispose con una lunga lettera gonfia di insulti e volgarità, nella quale accusò in sostanza Galeazzo d'essere un raccomandato senz'arte né parte, di aver sempre vissuto a spese altrui, senza godere nulla di proprio, contrapponendogli invece la propria nobile e meritata condizione ereditaria. Lo accusa inoltre d'essere stato egli solo la rovina di Ludovico Sforza, che "non si trovaria hora fora del regno da lui possesso captivato" se non fosse stato per causa sua, e di essersi guadagnato tutto ciò che possiede solo prostituendosi, per di più tramite la sodomia passiva, mentre Francesco vanta con orgoglio d'aver praticato esclusivamente sodomia attiva. Tra le altre cose, rivendica le proprie qualità militari e i meriti acquisiti con le armi, ricordandogli viceversa le sue carenze in questa disciplina, per le quali lo accusa d'essere stato la causa della rovina di tutta l'Italia:
Prosegue dicendo che, anche accettando il duello e vincendo, non ne riporterebbe alcuna gloria, se non quella d'aver vinto "una femina bordelliera, tavernara, miserabile, sfazata et fugitiva!"; viceversa se "per sciagura [...] o per furore di celi" Galeazzo risultasse vincitore, ne otterrebbe molto maggior guadagno che lui. Appare però da ciò chiaro che Francesco non volesse affrontarlo in duello, temendo di uscirne sconfitto, e che fosse ancora vivo in lui il rancore per essersi visto più volte scalzato da Galeazzo nella condotta col Moro.
Francesco commette inoltre l'errore, pur d'ingiuriare il nemico, di offendere anche la memoria del di lui padre Roberto, dicendo che fu "cum poca laude conducto a la morte", e anteponendogli il proprio padre Federico, quando in verità la maggioranza di storici e cronisti concorda nel dire che Roberto Sanseverino morì combattendo valorosamente e con onore, e senza dubbio fu stimato il primo e il più esperto fra i condottieri italiani del suo tempo, primato che non spettò certo a Federico Gonzaga. Francesco non riconosce neppure i meriti di Galeazzo nel corso della prima guerra d'Italia, e lo accusa di aver "scaciati et perseguitati como nemici" i suoi stessi fratelli, e di avergli voltato le spalle, quando in verità risulta dalle fonti che più volte Galeazzo avesse fatto da paciere tra i propri fratelli e Ludovico il Moro, facendo loro riottenere la condotta e i possessi che avevano perduto dopo essersene allontanati. Una serie di accuse, dunque, esagerate e parzialmente false, dettate da un animo visibilmente invidioso, che scarica su Galeazzo perfino la colpa d'avergli fatto perdere la condotta con la Signoria di Venezia nel 1497, quando ciò in verità accadde per il comportamento ambiguo dello stesso Francesco, nonché di metterlo in cattiva luce con l'imperatore Massimiliano I. "Solo le labbra di una formidabile faccia di bronzo quale quella del Gonzaga possono profferire tali falsità", conclude la filologa Marzia Minutelli.

### Al servizio della Francia
Grazie all'intervento dei suoi fratelli e del cardinale Federico Sanseverino, nel 1504 si riconciliò con Luigi XII di Francia e lo seguì a Napoli. Nonostante gli fosse in passato stato nemico, Galeazzo entrò subito nelle grazie del nuovo re, che lo ebbe carissimo e lo creò consigliere di stato, cameriere del re e Gran Scudiero di Francia. Nessun italiano, anzi nessuno straniero, né prima né dopo di lui ricevette più questo onore. Nel 1505 ebbe il castello di Mehun-sur-Yèvre.
A causa di ciò si accrebbe ferocissimo l'odio di Gian Giacomo Trivulzio, ormai maresciallo di Francia, nei suoi confronti, in quanto Galeazzo, che lo aveva dapprima spogliato dei favori di Ludovico, lo spogliava adesso anche di quelli del re.
Furono vani i numerosi tentativi di Galeazzo di mediare con re Luigi XII per la liberazione dell'amico e suocero Ludovico, che morì prigioniero a Loches nel 1508. Negli ultimi anni di Leonardo da Vinci passati ad Amboise, Galeazzo fu ancora vicino al vecchio amico con il quale divise piacevoli ricordi del tempo milanese.
Nel 1516 il re di Francia gli concedette nuovamente Bobbio e tutti i feudi, e con un secondo diploma fu pure creato marchese di Bobbio. Il marchesato di Bobbio era formato dalle contee di Bobbio e Voghera, dalle signorie malaspiniane dell'Oltrepò e di Varzi e dalla contea di Tortona (assieme al Vescovado). La restituzione avvenne a seguito della nuova cacciata dei conti Dal Verme, ma non riottenne le signorie di Castel San Giovanni e Val Tidone, già assegnate dai francesi nel 1504 ai Pallavicino, divenendo così parte del territorio piacentino e passando in seguito ai Farnese.

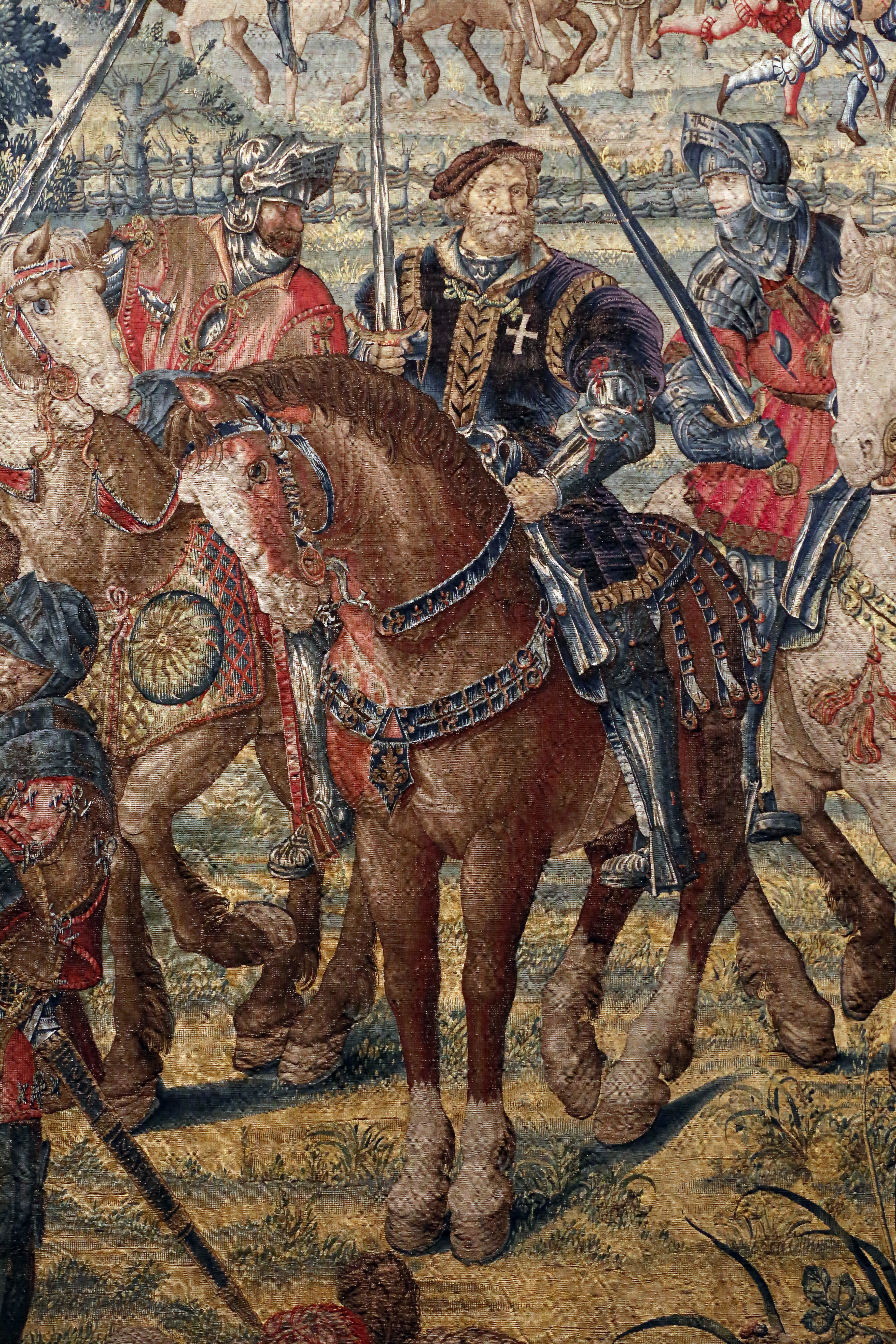
Presunto ritratto di Galeazzo all'età di 65 anni circa durante la battaglia di Pavia, nella scena della cattura di re Francesco I. Arazzi della battaglia di Pavia, 1528-1531.

Nel 1517 vinse una causa contro il suo nemico, il Trivulzio, riconquistando le sue proprietà a Milano che questi gli aveva confiscato. Il Trivulzio, entrato perciò in contrasto col re di Francia, addirittura ne morì di sdegno e di dolore.
Accompagnò Francesco I di Francia per il suo incontro con Enrico VIII d'Inghilterra a Calais nel 1520. Venne creato conte di Martigues nel 1522. Al servizio della Francia, Galeazzo fece tutte le campagne nelle guerre italiane dal 1509 fino alla sua morte.

### L'eroica morte
Morì nel 1525 nel corso della famosa battaglia di Pavia, dove la cavalleria francese fu decimata da una forza di 1 500 archibugieri baschi, mentre tentava di difendere il re Francesco I dalla cattura. Il giorno seguente la battaglia il suo corpo fu portato dalla sua gente alla Certosa di Pavia e lì seppellito. La sua tomba non fu mai ritrovata.
Re Francesco I, ancora prigioniero alla Certosa, pianse il caro amico che mai dimenticherà, in seguito mai nessun forestiero ricoprirà la carica di Grand Ecuyer del re. Willibald Pirckheimer alla fine del 1525 in una sua lettera ad Albrecht Dürer ricorda Galeazzo Sanseverino, caro amico in comune e ne piange la sua morte. La sua vedova, Elisabetta Costanza del Carretto, si ritirò a Piacenza, dove morì nel suo palazzo il 3 gennaio 1564.
Il Crescenzi sostenne che Galeazzo avesse avuto una figlia di nome Anna, ma ciò secondo altri storici è da escludere, in quanto Galeazzo non lasciò successione e i suoi feudi tornarono ai Dal Verme. Il suo fratellastro Giulio, nel tentativo di recuperarli, intentò contro di loro una causa, ma senza successo.

## Aspetto e personalità
Galeazzo fu uomo di bell'aspetto (bellissimo lo dicono Tristano Calco e Francesco Guicciardini), campione imbattibile delle giostre, amato dalle donne non solo per il suo fascino, eleganza e fisico curato, ma anche per la sua cultura e modo di parlare; conosceva il latino, il francese e il tedesco. La sua fama di perfetto cortigiano corse per tutta l'Italia.

Anche Baldassare Castiglione nel suo libro Il Cortegiano lo addita quale esempio di perfetto nobiluomo, e pure si racconta che a lui Michelangelo si sia ispirato quando scolpì il suo famoso David.
(Baldassarre Castiglione, Il Cortegiano.)
Non è chiaro quale fosse il suo colore naturale di capelli, poiché da una lettera di Isabella d'Este apprendiamo che talvolta era solito tingerseli di nero, come facevano anche altri uomini a Milano. Cosa insolita per l'epoca, dove andavano di moda i capelli biondi. A giudicare dalla lettera, però, si trattava di una tintura non permanente, anzi dalla durata assai limitata, in quanto Isabella ricorda di "havere veduto el conte Francesco Sforza uno di cum li capelli negri et l'altro cum li soi naturali".
Benché, come dirà successivamente il Rosmini, fra tutti i fratelli Sanseverino fosse "il meno esperto nell’armi e nell’arte militare il meno dotto", poté comunque annoverare fra le proprie virtù il coraggio e la fedeltà, e, per essere massimamente amato dal duca Ludovico e dalla duchessa Beatrice, ebbe il titolo di capitano generale delle milizie sforzesche e lo mantenne fino alla fine. "Homo vechio ma valente" lo dice Johannes Agazzari in occasione della battaglia di Pavia.
(Francesco Guicciardini, Storie Fiorentine dal 1378 al 1509.)
(François Tommy Perrens, Histoire de Florence depuis la domination des Médicis jusqu'à la chute de la république (1434-1531).)
(Conte Henri François Delaborde, L'expédition de Charles VIII en Italie
histoire diplomatique et militaire (1888).)
Anche Marin Sanudo fa riferimento al valore personale di Galeazzo (ch'era infatti un validissimo combattente) in contrapposizione alle sue carenze come capitano:
(Marin Sanudo il giovane, I diarii di Marino Sanuto, 1496-1533)
(Robert de La Sizeranne, Béatrice d'Este et sa cour, 1920, p. 133.)

## Giudizi
Su Galeazzo pesò spesso, nel corso dei secoli, l'immeritata fama di traditore, dovuta perlopiù al fatto che la sua identità fosse confusa con quella del fratello Gianfrancesco (egli sì traditore del Moro), chiamato "conte di Caiazzo", titolo che ebbe poi altrettanto Galeazzo, ma solo dopo la morte del fratello nel 1501. In verità, per l'epoca in cui visse e per il mestiere che praticava (quello del condottiero, che non obbligava a nessun vincolo di fedeltà dopo lo scadere del contratto di condotta), Galeazzo osservò una fedeltà fuori dal comune nei confronti del proprio duca, anche dopo la sua rovina. Rimase accanto a Ludovico per 17 anni, senza mai allontanarsene, e dopo la sua cattura visse a Innusbruck per quattro anni ("un tempo lungo per la fedeltà politica nel Cinquecento") ritirato e depresso, indossando il lutto per la patria invasa e per il suocero prigioniero, sopportando molte umiliazioni. Si adoperò con tutti i mezzi che gli rimanevano, presso l'imperatore e presso il re di Francia, per ottenere la liberazione di Ludovico, pur senza riuscirci. Sembrava che la sua carriera fosse conclusa, ma "questo figlio viziato del Destino era destinato a crescere ogni volta che i suoi sostegni cadevano". Vedendo infine che ogni suo sforzo era vano e che la causa del Moro era irrimediabilmente persa, fece pace con Luigi XII e grazie al proprio carisma, che non era mai tramontato, recuperò in un attimo tutti i possedimenti e le ricchezze che aveva perduto in seguito alla sconfitta. La sua fedeltà andò a quel punto alla Francia e rimase fedele a quella bandiera anche quando furono i figli del Moro a salire sul trono di Milano. Infine col suo eroico sacrificio alla battaglia di Pavia si riscattò un po' da tutte le mancanze della vita passata, "coprendo con il suo corpo il re di Francia". Ferito a morte, e vedendo che altri venivano a soccorrerlo, il suo ultimo grido fu: "Non ho più bisogno di niente, lasciatemi in pace! Andate dal re!".

## Ritratti
Un suo ritratto si trova in un incunabolo della Divina Commedia curato dal francescano Pietro da Figino e miniato da Antonio Grifo, al folio 271 v. L'originale è conservato presso la biblioteca della Casa di Dante in Roma.

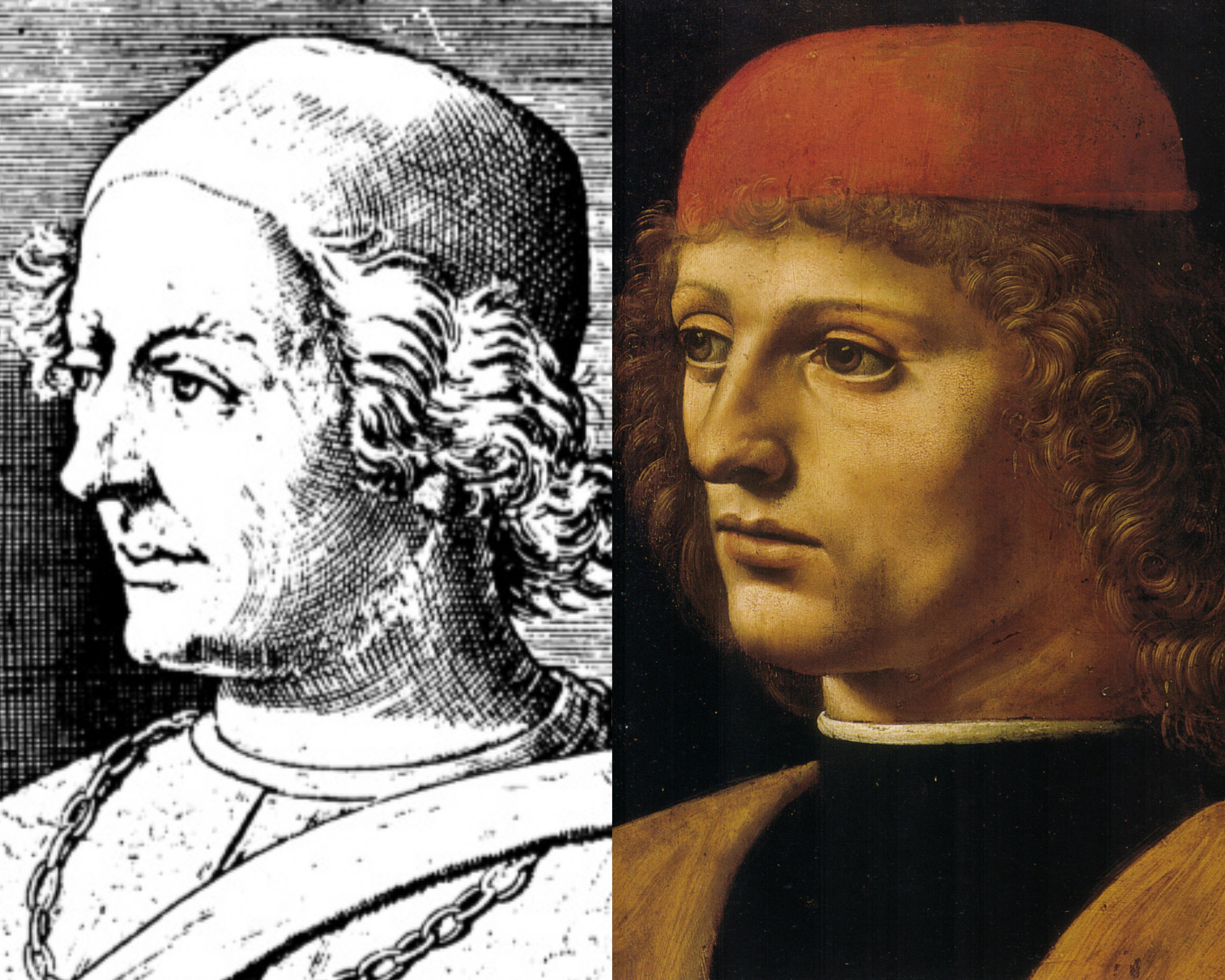
Confronto fra il ritratto del padre Roberto e il ritratto cosiddetto di musico di Leonardo da Vinci.

Due sue probabili ritratti sono il cosiddetto Ritratto di musico di Leonardo da Vinci e "l'allievo" nel Ritratto di Luca Pacioli, nei quali si notano elementi ricorrenti, quali la folta capigliatura riccia e la fenditura centrale del farsetto in forma di lancia. L'identificazione si basa anche sulla comparazione coi ritratti noti del padre Roberto, i cui lineamenti del viso mostrano tratti in comune. Nel primo caso l'identificazione era già stata proposta alla fine del XIX secolo da studiosi tedeschi come Paul Müller-Walde, avendo forse maggiore familiarità con le fattezze di Roberto, la cui lastra tombale trovasi nel Duomo di Trento.  A sostegno di questa tesi, Piero Misciatelli ricorda che Galeazzo fu in effetti grande amico e protettore sia di Leonardo, che frequentava la sua casa a Milano, sia di fra' Luca Pacioli e che, proprio come Ludovico e Beatrice, doveva certamente essere appassionato di musica. Altri, come Robert de la Sizèranne, vi riconobbero anche i tratti del padre Roberto.
La miniatura del Messale Arcimboldi, che lo raffigura durante l'investitura del suocero, ci mostra un giovane uomo dalla folta capigliatura riccia, tendente al biondo, con la carnagione chiara e il profilo dai bei lineamenti; benché di poco pregio dal punto di vista fisionomico, essa costituisce un ritratto del tutto certo grazie allo stendardo d'oro con l'aquila nera che sappiamo Galeazzo ricevette dal suocero.
 

Discorso a sé merita il cosiddetto Profilo di capitano antico di Leonardo da Vinci, raffigurante un elmo assai simile a quello indossato da Galeazzo nel corso della giostra tenutasi in occasione delle nozze tra Ludovico il Moro e Beatrice d'Este nel 1491: «portava in capo un elmo d'oro tutto biondo, ma allo stesso tempo tale da incutere paura, sulla cima del quale brillavano un paio di corna a tortiglione [...] dall'elmo fuoriusciva un gran serpente alato che con la coda e le zampe ricopriva le terga del cavallo». Poiché Galeazzo aveva affidato a Leonardo la realizzazione dei costumi da selvaggi per sé e per i propri uomini da indossarsi in occasione di suddetta giostra, alcuni critici hanno ipotizzato trattarsi di un suo ritratto, che sarebbe però in tal caso verosimilmente una caricatura; tuttavia alcuni bassorilievi in marmo, attribuiti alla bottega del Verrocchio e datati 1480-90, mostrano una figura di condottiero pressoché identica, se non per i lineamenti assai più armonici del volto. Non è escluso, se l'attribuzione è esatta, che Leonardo possa aver attinto alla propria esperienza presso la bottega del maestro per la creazione del costume di Galeazzo.

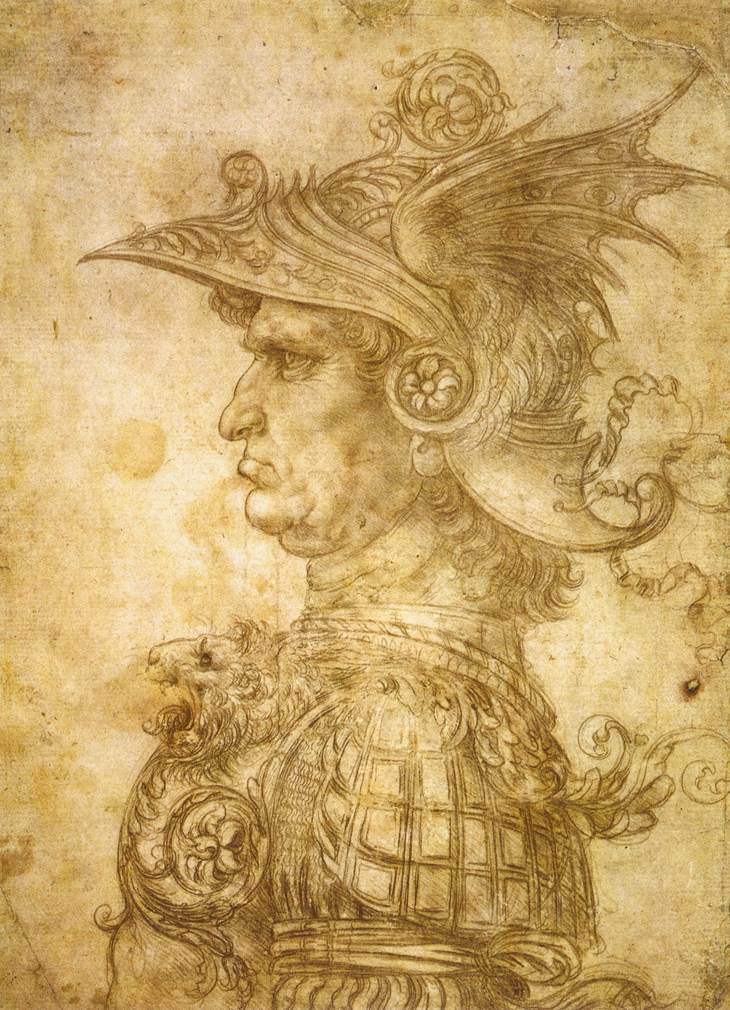
Il Condottiere o Profilo di capitano antico, Leonardo da Vinci.
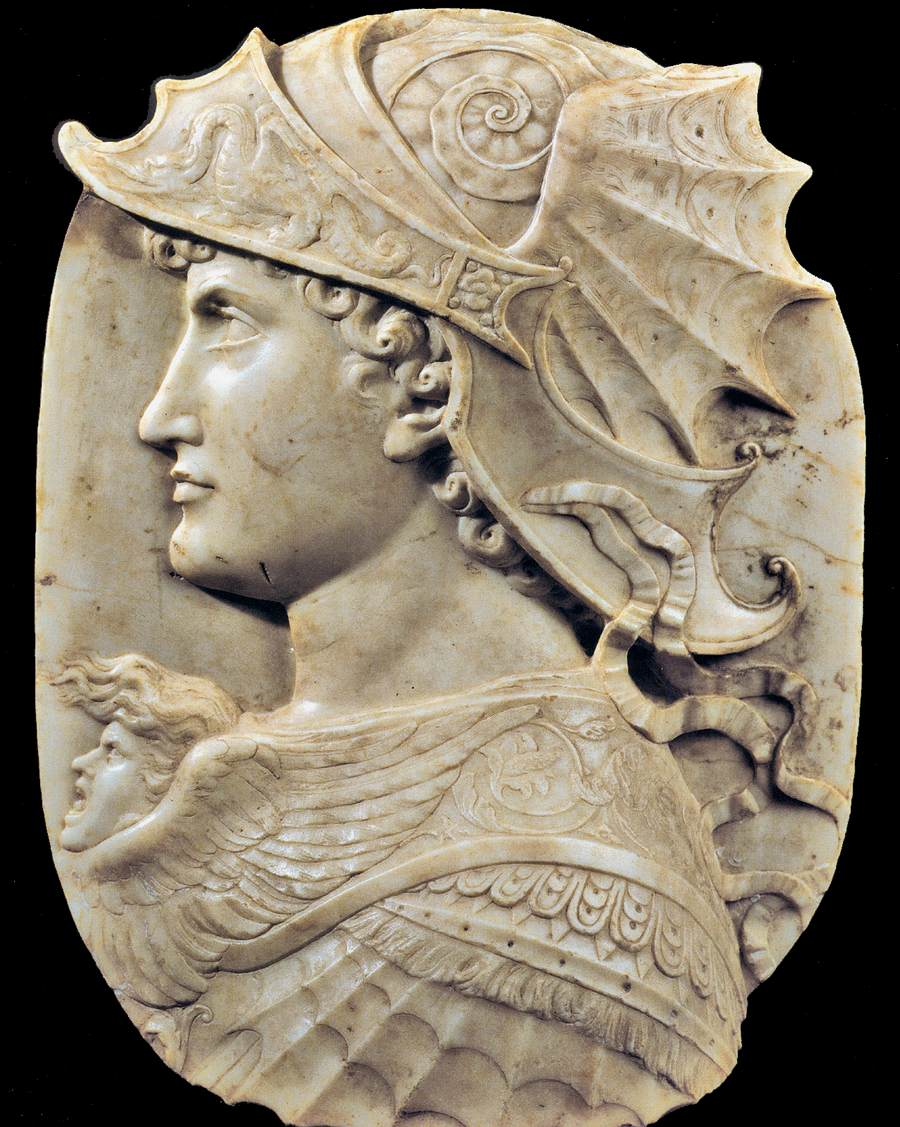
Profilo detto di Alessandro Magno.
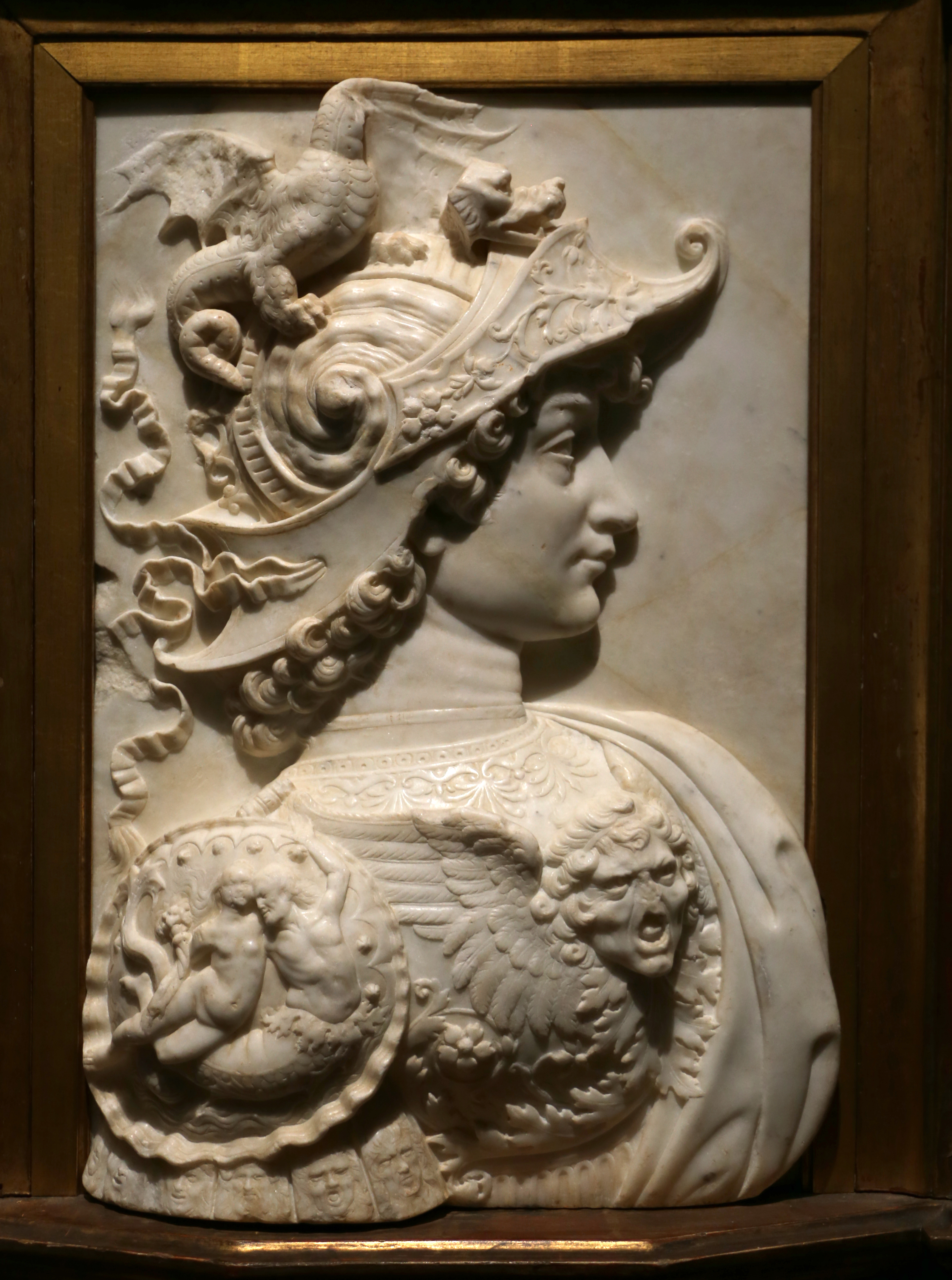
Alessandro Magno
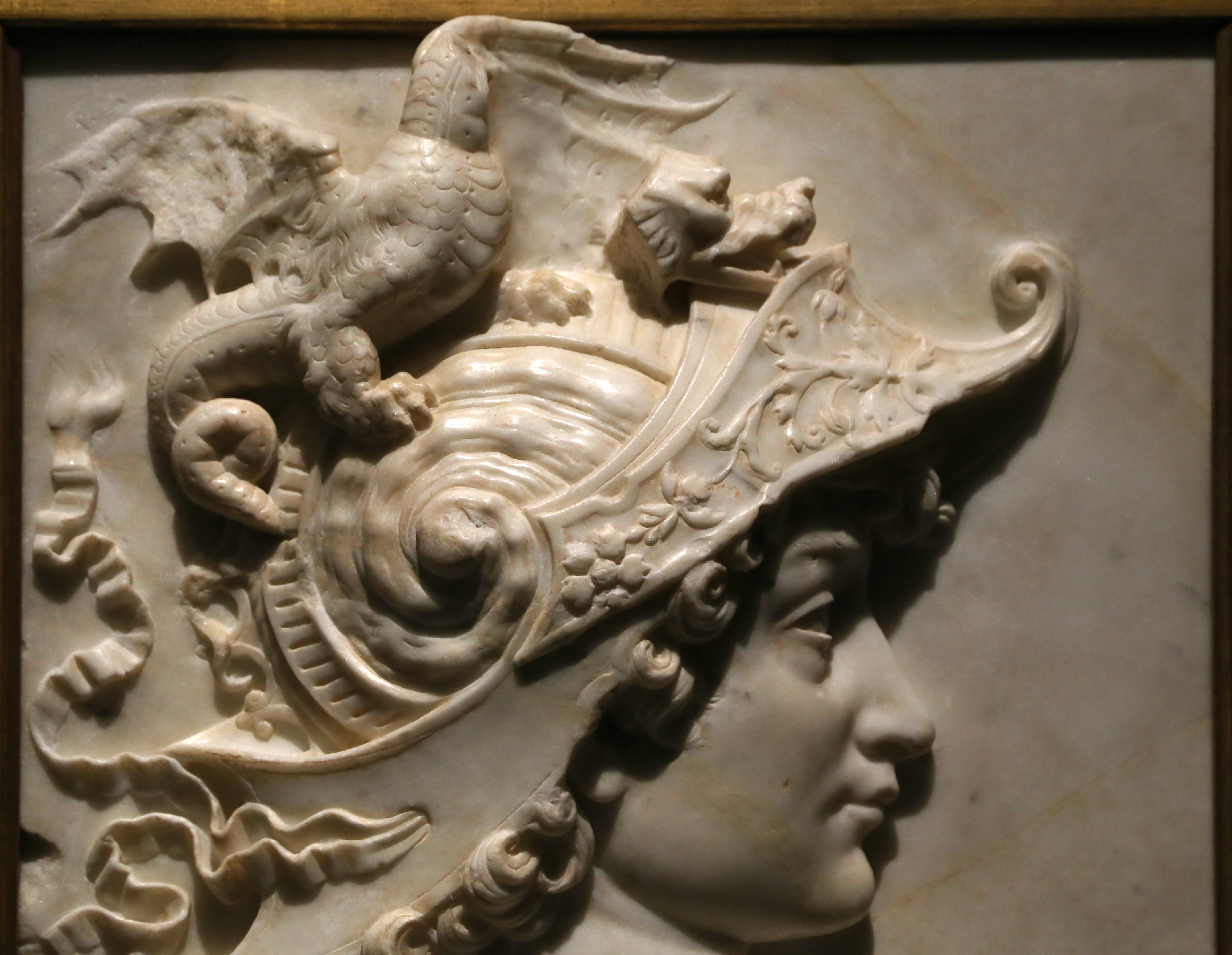
Dettaglio del drago sul cimiero.
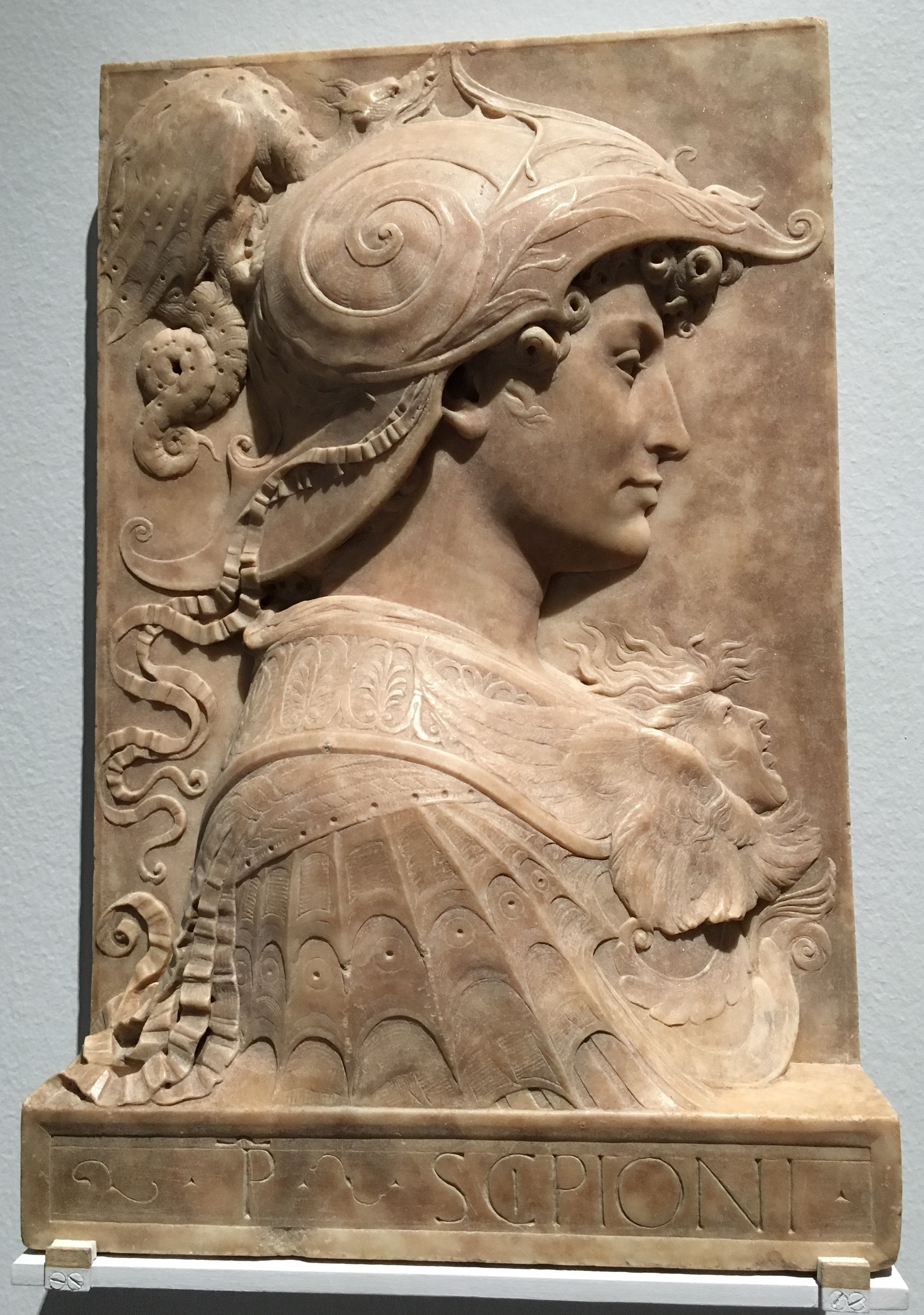
Scipione l'Africano 1465-1468. Marmo. Paris, Louvre

## Nella cultura di massa
(Ignazio Cantù, Beatrice o la corte di Lodovico il Moro)

### Letteratura
Galeazzo compare come personaggio in alcuni romanzi:
- La duchessa di Milano, di Michael Ennis (1992), dove è amante di Isabella d'Aragona e vero padre del duchetto Francesco.
- I cigni di Leonardo, di Karen Essex (2006);
- La misura dell'uomo, di Marco Malvaldi (2018);
- Il mio nome è Bianca di Massimo Gregori Grgic (2020).

### Televisione
Nella miniserie televisiva anglo-italiana del 2021 Leonardo, Galeazzo è impersonato dall'attore italiano Antonio De Matteo, ma ha poco a che vedere col personaggio storico.